# Търси се
„Търси се“ е български игрален филм (криминален) от 2000 година, по сценарий и режисура на Станислав Дончев. Оператори са Радослав Радков и Петър Георгиев. Музиката във филма е композирана от Михаил Георгиев.

## Актьорски състав
Роли във филма изпълняват актьорите:
- Михаил Георгиев
- Наско Цанев
- Лора Ламбова
- Иво Гергинов
- Янко Богданов
- Владо Йорданов
- Елисавета Емануилова
- Златина Долова
- Цветомир Иванов
- Стефан Бояджиев

## Награди
- Награда за най-добър студентски филм, фестивал „Златна роза“, 2000 година